# Triazolam
Triazolam – organiczny związek chemiczny stosowany jako lek z grupy benzodiazepin.
Po pierwszym okresie stosowania wycofany z obrotu z powodu przypadków zaburzeń pamięci, zagubienia, pobudzenia i omamów. Ponownie wprowadzony do użycia po tym, jak okazało się, iż ww. objawy występowały u osób, które jednocześnie chorowały na inne zaburzenia psychiczne, często o podłożu organicznym. Obecnie ponownie dopuszczony do stosowania w leczeniu bezsenności, ale z zaleceniem małych dawek.

## Preparaty
- Halcion